# トレイシー・チャップマン
トレイシー・チャップマン（Tracy Chapman、1964年3月30日 - ）は、アフリカ系アメリカ人の女性シンガーソングライター。

## 概要
アコースティック・ギター一本での弾き語りが特色で、「Give Me One Reason」や「ファスト・カー」などのヒット曲で知られる。
歌詞は、愛・孤独・人種・階級・貧困・家庭内暴力などの社会問題を、強いメッセージ性で取り上げる。

## 生い立ちからこれまで
労働者階級の多いオハイオ州クリーブランドで生まれた。歌手の母親を持ち、幼い頃からギターを練習、幼少時から自作の曲を唱う。奨学金でマサチューセッツ州メッドフォードのタフツ大学に通い、生物学・獣医学・文化人類学、そしてアフリカについて学ぶようになり、次第にフォーク・ロックに魅かれ、コーヒー・ハウス（喫茶店）やナイト・クラブなどで、作詞・作曲した歌を唱っていた。
まもなく、1987年にエレクトラ・レコードと契約、デビュー・アルバム『トレイシー・チャップマン』（1988年）を発表。それまでの生い立ちで経験してきた社会の矛盾や、大学で学んだアフリカの知識などをベースに、社会問題をストレートかつシンプル表現したこのアルバムは大ヒットとなり、批評家などからも高い評価を受けた。翌年、このアルバムは第31回グラミー賞で、「最優秀新人賞」「最優秀女性ポップス・ボーカル賞」「最優秀コンテンポラリー・フォーク賞」の3部門を獲得し、世界で1,000万枚もの売上げを記録した。
反アパルトヘイトの運動にも関与し、アムネスティ・インターナショナルの人権ツアーやボブ・ディラン30周年記念コンサートでも唱い、またネルソン・マンデラの釈放を記念するロンドンのコンサートでは、マンデラのスピーチの直後に唱う栄誉を受けている。

### 略年譜
- 1964年3月30日　アメリカ合衆国のオハイオ州クリーブランドで生まれる。
- 1982年 コネチカット州ダンベリーのウースター・スクール（en:Wooster School）を卒業し、マサチューセッツ州メッドフォードのタフツ大学に入学。おもに人類学とアフリカについて学ぶ。
- 1986年 大学のアフリカン・ドラム・アンサンブルに参加。のち、ボストン・フォーク・サーキットで自作の歌をギター弾き語り。タフツ大学のラジオ局WMFO（外部へのリンク）でデモ・テープを録音。学友のブライアン・コッペルマンがその父親のチャールズ（SKB出版の社長）に推薦。それがプロデューサーのデイヴィッド・カーシェンバウム（David Kershenbaum）への紹介につながり、また、レコード会社「エレクトラ・レコード」に伝わることになる。「For My Lover」をボストンのフォーク音楽雑誌『ファスト・フォーク・ミュージカル・マガジン』のために録音。雑誌の付録として販売。
- 1987年 カーシェンバウムのプロデュースでエレクトラ・レコードからデビュー・アルバムを録音。
- 1988年4月5日 デビュー・アルバムをリリース。
- 1988年5月 ニューヨークのビター・エンド・クラブで2回の公演。
- 1988年6月11日 イギリスで開かれたネルソン・マンデラ70歳記念コンサート（Nelson Mandelay's 70th Birthday Tribute Concert）への出演がテレビで放映される。これにより2日間で12,000枚が売れたと言われる。
- 1988年9月 アムネスティ・コンサートに出演。共演は、ブルース・スプリングスティーン、ピーター・ガブリエル、スティング、ユッスー・ンドゥール。
- 1990年4月16日 ネルソン・マンデラの釈放記念コンサート（The Nelson Mandela: An International Tribute For A Free South Africa Concert）。共演は、ピーター・ガブリエル、ニール・ヤング、シンプル・マインズ、その他。
- 1992年6月28日 アフリカ民族会議（African National Congress）創立80周年記念コンサート。
- 1998年12月10日 アムネスティ・インターナショナル主催のパリでのコンサート。
- 2001年5月19日 ボブ・ディラン生誕記念コンサートに出演
- 2014年、サンダンス映画祭の米国ドキュメンタリー審査員に任命される。
- 2018年10月、チャップマンはラッパーのニッキー・ミナージュを著作権侵害で訴え[5]、チャップマンの曲「ベイビー・キャン・アイ・ホールド・ユー」を許可なくミナージュがサンプリングしたと主張。2020年9月、裁判官はミナージュがチャップマンの歌をサンプリングした事は著作権侵害ではなくフェアユースであると述べた。

## セクシュアリティ
チャップマンは自身のセクシュアリティについて公言していないが、1990年代半ばに作家のアリス・ウォーカーと交際していた。当時は両者とも交際について沈黙を貫いていたが、破局後の2006年にウォーカーが「トレイシーは私にとって非常に愛おしい人で交際できて素晴らしかった。でも他人からとやかく言われることではない」と語った。現在は女優のグィネヴィア・ターナーと交際している。

## ディスコグラフィ

### スタジオ・アルバム
- 『トレイシー・チャップマン』 - Tracy Chapman (1988年)
- 『クロスロード』 - Crossroads (1989年)
- 『マターズ・オブ・ザ・ハート』 - Matters of the Heart (1992年)
- 『ニュー・ビギニング』 - New Beginning (1995年)
- 『テリング・ストーリーズ』 - Telling Stories (2000年)
- 『レット・イット・レイン』 - Let It Rain (2002年)
- 『ホエア・ユー・リヴ』 - Where You Live (2005年)
- Our Bright Future (2008年)

### コンピレーション・アルバム
- 『コレクション』 - Collection (2001年)
- 『グレイテスト・ヒッツ』 - Greatest Hits (2015年)

### シングル
- 「ファスト・カー」 - "Fast Car" (1988年)
- 「トーキン・バウト・ア・レヴォリューション」 - "Talkin' 'bout a Revolution" (1988年)
- 「ベイビー・キャン・アイ・ホールド・ユー」 - "Baby Can I Hold You" (1988年)
- 「クロスロード」 - "Crossroads" (1989年)
- 「オール・ザット・ユー・ハヴ・イズ・ユア・ソウル」 - "All That You Have Is Your Soul" (1989年)
- "Subcity" (1990年)
- 「バン・バン・バン」 - "Bang Bang Bang" (1992年)
- 「ドリーミング・オン・ア・ワールド」 - "Dreaming on a World" (1992年)
- "Give Me One Reason" (1995年)
- "New Beginning" (1996年)
- "The Promise" (1996年)
- "Smoke and Ashes" (1996年)
- "Telling Stories" (2000年)
- "It's OK" (2000年)
- "Wedding Song" (2000年)
- "Baby Can I Hold You" (2001年)
- "You're the One" (2002年)
- "Another Sun" (2003年)
- "Change" (2005年)
- "America" (2006年)
- "Sing for You" (2008年)
- "Thinking of You" (2009年)